# Pistolet Glock 17
Glock 17 – austriacki pistolet samopowtarzalny.
Powstanie pistoletu wiąże się z konkursem ×Pistole der 80er Jahre” na pistolet samopowtarzalny dla armii austriackiej, który miał zastąpić używane wcześniej Walthery P38, Browningi HP oraz Colty M1911A1. Według wymagań konkursu pistolet miał być zasilany nabojem 9 × 19 mm Parabellum oraz posiadać 16 naboi w obrębie kabury, co wymuszało zastosowanie magazynka o dużej pojemności lub zapasowego magazynka przenoszonego w kaburze. Broń miała być również przystosowana do bezpiecznego przenoszenia z nabojem w komorze nabojowej. Konkurs wygrał Glock 17, który został wprowadzony do uzbrojenia armii austriackiej w 1982 roku jako P80. Zastosowano lufę o długości 114 mm z sześcioforemnym prawoskrętnym przewodem poligonalnym. Po wystrzeleniu z magazynka ostatniego naboju zamek zatrzymuje się w tylnym położeniu, zatrzask umożliwiający zwolnienie zamka w przednie położenie znajduje się po lewej stronie szkieletu nad chwytem pistoletowym. Wykonany z tworzywa sztucznego szkielet pistoletu posiada stalowe wzmocnienia, stalowe prowadnice po których porusza się zamek oraz stalowy wkład odryglowujący. Pistolet zasilany jest nabojem 9 × 19 mm Parabellum. 